# Kamienny Wierch
Kamienny Wierch (776 m n.p.m.) – zalesiony szczyt górski w południowo-zachodniej części Beskidu Niskiego, należący do tzw. Hańczowskich Gór Rusztowych. Jego zachodnie zbocze opada w dół doliny Białej.
Przez szczyt nie przebiega żaden oznakowany szlak turystyczny, choć w latach 30. XX wieku wierzchołek znajdował się na trasie Głównego Szlaku Karpackiego